# Bonte spitskopmot
De bonte spitskopmot (Ypsolopha dentella), soms het kamperfoeliemotje genoemd, is een nachtvlinder uit de familie van de spitskopmotten (Ypsolophidae). De spanwijdte van de vlinder bedraagt tussen de 18 en 23 millimeter. De vlinder komt verspreid over Europa en Klein-Azië voor.

## Waardplanten
De bonte spitskopmot heeft kamperfoelie, sneeuwbes en weigela als waardplanten.

## Voorkomen in Nederland en België
De bonte spitskopmot is in Nederland en in België een vrij algemene soort, die verspreid over het hele gebied kan worden gezien. De soort kent één generatie, die vliegt van eind juni tot en met september.